# Император Момодзоно
Тохито (遐仁), Император Момодзоно (桃園天皇) (14 апреля 1741 — 31 августа 1762), 116-й правитель в истории Японии, правил с 9 июня 1747 до смерти. Титул: сначала Яхо-но-мия (八穂宮), позже Сати-но-мия (茶地宮)

## Генеалогия
Момодзоно — первенец Императора Сакурамати. Мать — фрейлина Анэкодзи Садако (姉小路定子)(Вдова Каймэй, 開明門院)
- Фрейлина (мать его сыновей) Итидзё Томико (一条富子):
  - Первый сын: Принц Хидэхито (英仁親) (Император Го-Момодзоно)
  - Второй сын: Наследный Принц 'Семнадцатый' Фусими-но-мия Садамоти (伏見宮貞行親王)

## Биография
В 1747 году стал кронпринцем, в том же году стал Императором после отречения от престола отца — Императора Сакурамати.
Во время правления был замешан в Скандале Хорэки, во время которого пострадало большое количество молодых дворян от Сёгуната Токугавы в отместку за восстановление прямого императорского управления.
В 1762 году умер в возрасте 21 года.